# 532 Геркуліна
532 Геркуліна (532 Herculina) — астероїд головного поясу, відкритий 20 квітня 1904 року Максом Вольфом у Гейдельберзі.

## Фізичні характеристики
Протягом тривалого часу дослідникам не вдавалося встановити форму цього астероїда. Неодноразово одержувані криві блиску не могли дати однозначної відповіді на це питання. Набір кривих блиску, отриманих 1982 року, виявив щонайменше три основні осі симетрії астероїда, що відповідають розмірам 260, 220 і 215 км. На основі аналізу цих даних 1985 року було зроблено висновок про некулясту форму об'єкта з однією світлою плямою, тоді як пізніше, 1987 року, на підставі даних фотометричної астрометрії астероїд було визнано кулястим із двома темними плямами, що у свою чергу було спростовано 1988 року за результатами дослідження інфрачервоного випромінювання. У підсумку наприкінці 1980-х років було прийнято модель, яка на підставі альбедо й основних топографічних особливостей поверхні описувала астероїд як тіло неправильної форми з трьома осями симетрії.
Фотометричні дослідження останніх років (2002) дозволяють з упевненістю стверджувати, що форма Геркуліни не куляста, а «блокова». Цей аналіз указує на наявність декількох великих структур, подібних до тих, які виявлено на астероїді 253 Матільда, але значних змін альбедо там виявлено не було. Запропоновані співвідношення осей становлять 1:1,1:1,3 і приблизно відповідають запропонованим раніше моделям, але є дещо більш витягнутими.